# Viana de Cega
Viana de Cega község Spanyolországban, Valladolid tartományban. Viana de Cega Boecillo, La Pedraja de Portillo, Valdestillas, Villanueva de Duero és Valladolid községekkel határos. Lakosainak száma 2292 fő (2024).

## Népesség
A település népessége az utóbbi években az alábbiak szerint változott:
| Lakosok száma | 1586 | 1716 | 1864 | 1943 | 1987 | 2031 | 2021 | 2032 | 2194 | 2292 |
|               | 2001 | 2004 | 2007 | 2009 | 2012 | 2014 | 2017 | 2019 | 2022 | 2024 |